# Estación Vicuña Mackenna
Vicuña Mackenna es una estación ferroviaria ubicada en la localidad del mismo nombre, Partido de Río Cuarto, Provincia de Córdoba, República Argentina.

## Servicios
Por sus vías corren trenes de carga de la empresa estatal Trenes Argentinos Cargas. Desde esta estación, se desprende un ramal a Estación Achiras.

## Historia
En el año 1886 fue inaugurada la estación, por parte del Ferrocarril Buenos Aires al Pacífico.